# New Hope (Pennsylvania)
New Hope è un comune (borough) degli Stati Uniti d'America, nella Contea di Bucks nello Stato della Pennsylvania.
Posta sulle rive del fiume Delaware, New Hope, è collegata con la cittadina di Lambertville e il New Jersey da due ponti. Il primo nome della cittadina, Coryell's Ferry è legato all'originaria attività privata di traghettamento che veniva effettuata lungo il percorso della strada York Road, che un tempo era il principale collegamento viario tra New York e Filadelfia. Il primo nucleo della cittadina è nato dunque attorno alle locande che ospitavano i viandanti che sostavano in quella che era indicata come la tappa intermedia tra le due grandi città.
Il nome attuale si deve alle conseguenze di un incendio che nel 1790 distrusse diversi mulini, imponendo una ricostruzione che venne accompagnata appunto dal benauguarante nome di "Speranza nuova" (New Hope).
Oggi l'economia di New Hope è legata principalmente al turismo.